# У підводному полоні
«У підводному полоні» — радянський військовий художній фільм 1942 року, знятий режисером Володимиром Лєгошиним на Тбіліській кіностудії.

## Сюжет
Німецько-радянська війна. Німецька субмарина атакує і топить радянський підводний човен. Єдиний уцілілий моряк, Шальнов, пораненим потрапляє в полон. Йому вдається обдурити німецького капітана і заманити німецький підводний човен на заміновану ділянку морської акваторії.

## У ролях
- Павло Єрмілов — капітан німецького підводного човна
- В. Чернецький — Шальнов, радянський моряк

## Знімальна група
- Режисер — Володимир Лєгошин
- Сценаристи — Георгій Смирнитський, Олександра Смирнова
- Оператор — Георгій Рейсгоф
- Композитор — Іван Гокієлі